# Lagrange-polynoom
Lagrange-polynomen worden in de numerieke wiskunde gebruikt om van een onbekende functie waarvan maar in een eindig aantal punten {\displaystyle x_{0},x_{1},\ldots ,x_{n}} de functiewaarde bekend is, de waarde in tussengelegen punten kan worden geïnterpoleerd. Hierbij wordt een lineaire combinatie van polynomen gebruikt, de lagrange-polynomen. Deze polynomen horen bij de punten {\displaystyle x_{i}}, en wel zo dat het {\displaystyle i}-de polynoom {\displaystyle \ell _{i}} de waarde 1 heeft in het punt {\displaystyle x_{i}} en de waarde 0 in de overige punten. De coëfficiënten van de lineaire combinatie zijn dan juist de bekende functiewaarden in de betreffende punten. De functiewaarde van de lineaire combinatie in een tussengelegen punt {\displaystyle x}, is een benadering van de onbekende functiewaarde in {\displaystyle x}. 
De lagrange-polynomen zijn naar Joseph-Louis Lagrange genoemd, maar werden voor het eerst in 1779 door Edward Waring beschreven en in 1783 door Leonhard Euler herontdekt. 

## Definitie
De lagrange-polynomen, die bij de {\displaystyle n+1} punten {\displaystyle x_{0},x_{1},\ldots ,x_{n}} horen, zijn de {\displaystyle n+1} polynomen {\displaystyle \ell _{i}} van de graad {\displaystyle n}, gedefinieerd door
{\displaystyle \ell _{i}(x)=\prod _{j=0,j\neq i}^{n}{\frac {x-x_{j}}{x_{i}-x_{j}}}.}

## Eigenschappen
Voor het lagrange-polynoom {\displaystyle \ell _{i}} geldt: 
{\displaystyle \ell _{i}(x_{i})=1}
en
{\displaystyle \ell _{i}(x_{k})=0,\quad {\text{voor }}k\neq i}.
Het lagrange-polynoom {\displaystyle \ell _{i}} is het unieke {\displaystyle n}-de-graadspolynoom dat aan de bovenstaande eigenschap voldoet, dat wil zeggen
{\displaystyle \ell _{i}(x)=\sum _{k=0}^{n}\lambda _{jk}x^{k}}
is de unieke oplossing van het stelsel van lineaire vergelijkingen
{\displaystyle \sum _{k=0}^{n}\lambda _{jk}x_{i}^{k}=\delta _{ij}}
waarbij {\displaystyle \delta _{ij}} het symbool is voor de kroneckerdelta.

## Toepassing
Als van de functie {\displaystyle f} de functiewaarde in de {\displaystyle n+1} punten {\displaystyle x_{0},x_{1},\ldots ,x_{n}} bekend is, kan {\displaystyle f} door het {\displaystyle n}-de-graadspolynoom
{\displaystyle L(x)=\sum _{i=0}^{n}f(x_{i})\ell _{i}(x)}
worden benaderd.